# 革命人民解放黨-陣線
革命人民解放黨-陣線（土耳其語：Devrimci Halk Kurtuluş Partisi-Cephesi，缩写为DHKP-C）是土耳其的一个非法的共产主义政黨，奉行极左翼路线，强烈反对西方，曾發動多次針對外國人/政府的恐怖襲擊。该党成立于1978年，当时取名为革命左翼，1994年內部分裂后更名为革命人民解放黨-陣線。该党成立伊始已經發動不同大小的恐怖襲擊，單是1978至1980年，已經殺死了35個保安人員、23個軍人及240個平民，更於1980年7月10日刺殺了當時的司法部長。自1990年起，该党以攻擊外國利益為目標，2001年首次在土耳其發動自殺攻擊，2013年又針對美國政府發動美國駐土耳其大使館自殺式爆炸，造成兩人死亡。土耳其警察部门将该组织列入恐怖组织列表。直至2013年，美國政府、英國政府及歐盟都將该党列為恐怖組織。